# Audnedal
Audnedal és un antic municipi situat al comtat d'Agder, Noruega. El 2016 tenia 1.750 habitants i una superfície de 251,45 km². El centre administratiu del municipi era el poble de Konsmo.